# 九龍巴士259B線
九龍巴士259B線是香港一條由屯門碼頭單向前往尖沙咀的巴士路線，只在平日上午繁忙時間行駛。
另設由新屯門中心開出的輔助線259C線，同樣只在平日上午繁忙時間行駛。

## 歷史
259B
- 1991年7月15日：路線投入服務，初時以尖沙咀碼頭巴士總站作終站
- 1992年6月1日：改經西九龍走廊，不經長沙灣道
- 1999年2月8日：繞經龍門居巴士總站
- 2001年10月22日：尖沙咀總站縮短至彌敦道近中間道
- 2007年10月15日：總站由尖沙咀中間道遷往九龍站，不再停美孚，並增設下午回程服務，回程繞經安定及友愛
- 2013年9月28日：取消星期六的服務。
- 2015年6月27日：增設到站時間預報。[3]
- 2015年12月28日：實施以下改動[4]：
  - 去程班次總站縮短至尖沙咀彌敦道近中間道；
  - 原有07:33之班次改為07:35開出；
  - 繞經屯青里，並由該站起增設分段收費；
  - 取消下午繁忙時間回程服務。
- 2021年12月13日：不再繞經屯青里並取消屯青里「新屯門中心」站。[5]

259C
- 1991年7月15日：路線投入服務，初時以尖沙咀碼頭巴士總站作終站
- 1992年6月1日：改經西九龍走廊，不經長沙灣道
- 1999年2月8日：繞經龍門居巴士總站
- 2001年10月22日：配合尖沙咀碼頭巴士總站行人道擴建工程，縮短至尖沙咀彌敦道近中間道
- 2013年9月28日：取消星期六的服務。
- 2015年6月27日：增設到站時間預報。[3]
- 2015年12月28日：削減至2班車[6]。

自2010年1月9日261B不再停靠美孚後，本路線是唯一一條停靠美孚巴士站的由新界西北開往尖沙咀的早晨特別線。

## 服務時間及班次
259B
- 屯門碼頭開：
  - 星期一至五：07:20、07:35、07:45

259C
- 新屯門中心開：
  - 星期一至五：07:20、07:55

259B及259C星期六、日及公眾假期不設服務

## 收費
| 路線 | 全程收費 | 分段收費                                           |
| ---- | -------- | -------------------------------------------------- |
| 259B | $16.3    | - 新屯門中心往尖沙咀：$15.5 - 鴉蘭街往尖沙咀：$5.8 |
| 259C | $15.5    | - 美孚站往尖沙咀：$7.2 - 鴉蘭街往尖沙咀：$5.8      |

| - 本線設有12歲以下小童及65歲或以上長者半價優惠。 - 65歲或以上香港居民使用「樂悠咭」，以及12歲以下合資格殘疾兒童使用「殘疾人士身份」個人八達通繳付車資，均可享有每程$2.0或半價（以較低者為準）的票價優惠；12至64歲合資格殘疾人士使用「殘疾人士身份」個人八達通（包括「樂悠咭」），以及60至64歲香港居民使用「樂悠咭」繳付車資，均可享有每程$2.0或全費（以較低者為準）的票價優惠。 - 65歲或以上長者如使用長者或一般個人八達通繳付車資，則只可享有半價優惠；12至64歲合資格殘疾人士如不使用「殘疾人士身份」個人八達通，以及60至64歲人士如不使用「樂悠咭」繳付車資，必須繳付全費。 - 乘客可以現金或八達通於上車時付款，不設找續。 - 每位成人乘客可免費攜帶最多兩名4歲以下而不佔座位的兒童乘客乘車，超額之4歲以下小童必須繳付小童車費乘車。 - 持有「九巴月票」之乘客在車票有效期內，每日可享最多10程任何九龍巴士及龍運巴士路線（包括本路線，以及聯營路線的九龍巴士／龍運巴士提供的班次；惟乘搭機場「A」及「NA」線則可享原價二七折優惠（不會計算每天10次合資格車程））；而B1線則每日可享最多各2程（不會計算每天10次合資格車程）。 - 九龍巴士、城巴、龍運巴士及陽光巴士全職員工及家屬（不包括外判職員）可免費乘搭本路線，惟必須拍職員或職員家屬八達通。 - 乘客亦可透過多元化電子支付系統（e度嘟）繳付車資，包括使用非接觸式VISA卡、JCB卡、萬事達卡、銀聯卡、美國運通、大來國際、Discover Card、Apple Pay、Google Pay、Samsung Pay、AlipayHK「易乘碼」、支付寶、WeChatHK／微信支付「搭車碼」、銀聯雲閃付「乘車碼」及BOC Pay「乘車碼」。乘客使用此付款方式，使用此支付方式的乘客可享有中途下車之分段收費，以及與其他九巴／龍運獨營路線或聯營線九巴／龍運班次之轉乘優惠，惟不適用於與非九巴／龍運路線之轉乘優惠，亦不能享有「公共交通費用補貼計劃」及「長者及合資格殘疾人士公共交通票價優惠計劃」。 |

## 使用車輛
259B線由58M、59M及59X抽調車輛行走。而259C線則由59X和259E抽調車輛行走。

## 行車路線

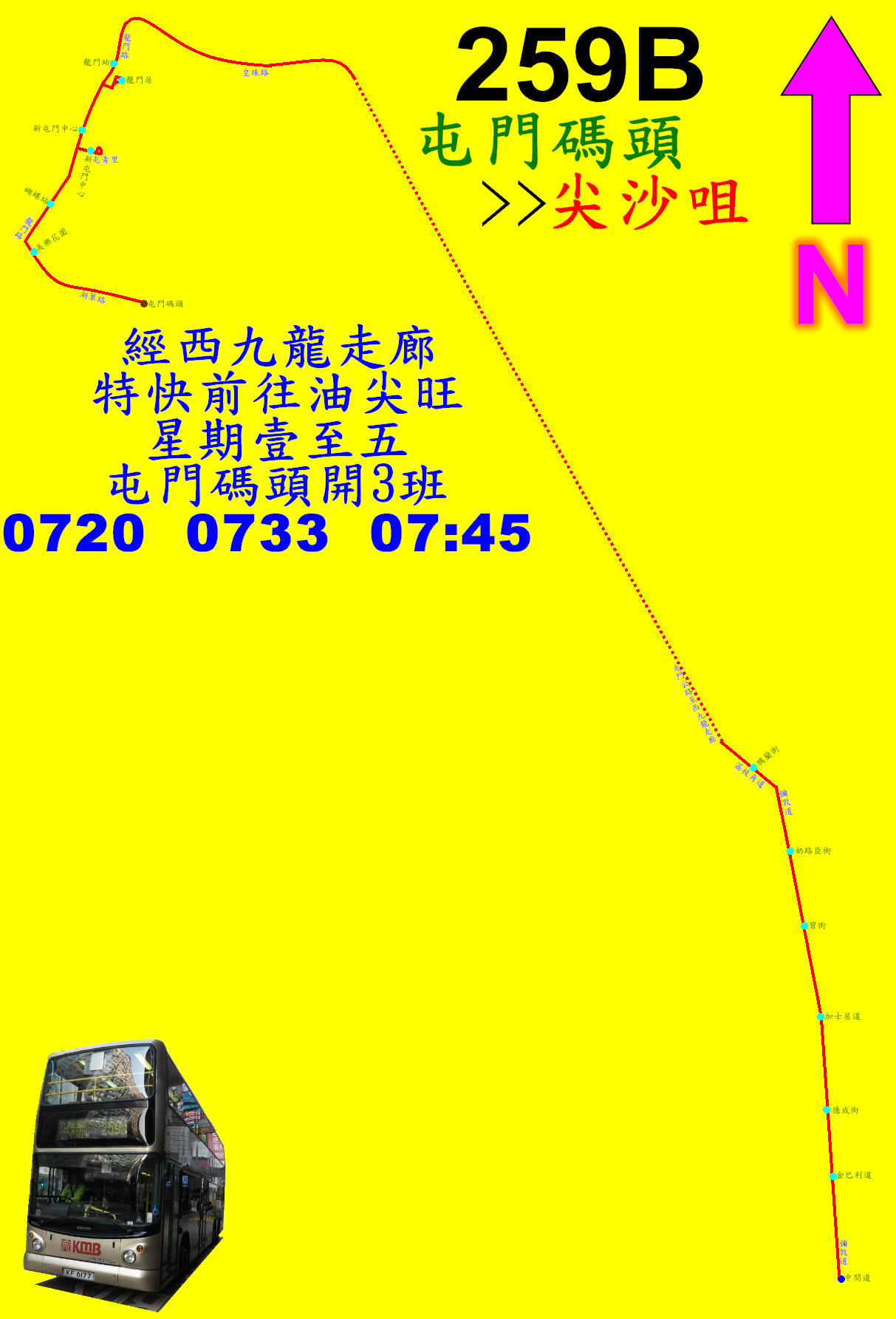
此線九龍方向的走線圖

259B/259C
經：湖翠路、龍門路、屯青里、龍門路、D4路、龍門居公共運輸交匯處、D4路、皇珠路、屯門公路、荃灣路、葵涌道、荔枝角道、西九龍走廊、太子道西、荔枝角道及彌敦道。
259C線不經有斜體字之道路，並加經有粗體字之道路。
259B線之具體停站請參考資訊框
259C線之具體停站請參考資訊框

## 外部連結
- 九巴259B線—九龍巴士